# Maurice Sarrail
Pour les articles homonymes, voir Sarrail (homonymie).
Maurice Sarrail, né à Carcassonne le 6 avril 1856 et mort à Paris le 23 mars 1929, est un général français, grand-croix de la Légion d'honneur et médaillé militaire.
Il est commandant en chef de l'armée française d’Orient (AFO) d'octobre 1915 à août 1916 puis des armées alliées en Orient (CAA) d'août 1916 à décembre 1917 durant la Première Guerre mondiale. En 1925, il commande l'armée du Levant lors de la révolte des Druzes, qu'il réprime violemment.

## Débuts
Élève à Saint-Cyr de 1875 à 1877, puis à l'École supérieure de guerre de 1883 à 1885, il commande l'École de Saint-Maixent (février 1901-février 1904). Il est officier d’ordonnance du ministre de la Guerre de 1900 à 1907 sous les gouvernements Waldeck-Rousseau, Combes, Rouvier II et III, Sarrien et enfin Clemenceau I.
Républicain dévoué, très engagé au sein des réseaux francs-maçons, associé avec le général André (Affaire des fiches), il est commandant de la garde militaire de la Chambre des députés, puis directeur de l’Infanterie au ministère de la Guerre du 7 mars 1907 au 27 mars 1911.

## Première Guerre mondiale
Il devient commandant de la 12e division d'infanterie le 27 mars 1911, puis de la  4e division d'infanterie le 1er octobre 1913, sans avoir commandé de régiment précédemment.
Le 1er novembre 1913, il est nommé commandant du 8e corps d'armée, puis, le 24 avril 1914, du  6e corps d'armée à Châlons-sur-Marne, qu'il commande au début des hostilités et à la bataille de Virton le 22 août. Le 30 août, avant la première bataille de la Marne, il remplace le général Ruffey, limogé par Joffre, à la tête de la IIIe Armée.
Après les échecs sanglants subis par l'armée française au début de 1915, une enquête est menée par le général Dubail, commandant le groupe d'armées de l'Est. La responsabilité de Sarrail est évidente et démontrée. Sarrail est limogé le 22 juillet 1915.
Malgré son incompétence (ses soldats l'appelaient le boucher) et fort de ses connexions politiques avec les socialistes, il reçoit dès le 3 octobre 1915 un nouveau commandement, celui du corps expéditionnaire d'Orient en remplacement du général Gouraud gravement blessé . Il le commande lors de l'offensive de Vardar en octobre 1915, commence alors la constitution du camp de Salonique, menée en commun avec les alliés britanniques. Il devient commandant en chef des armées alliées d’Orient (CAA) le 16 août 1916.

L'ambiance diplomatique est tendue avec une Grèce qui ne veut prendre parti, le roi Constantin essayant de garder une ligne de neutralité difficile. Il faut aussi accueillir et équiper l'armée serbe à la française, qui après le Golgotha albanais est reconstituée à Salonique.

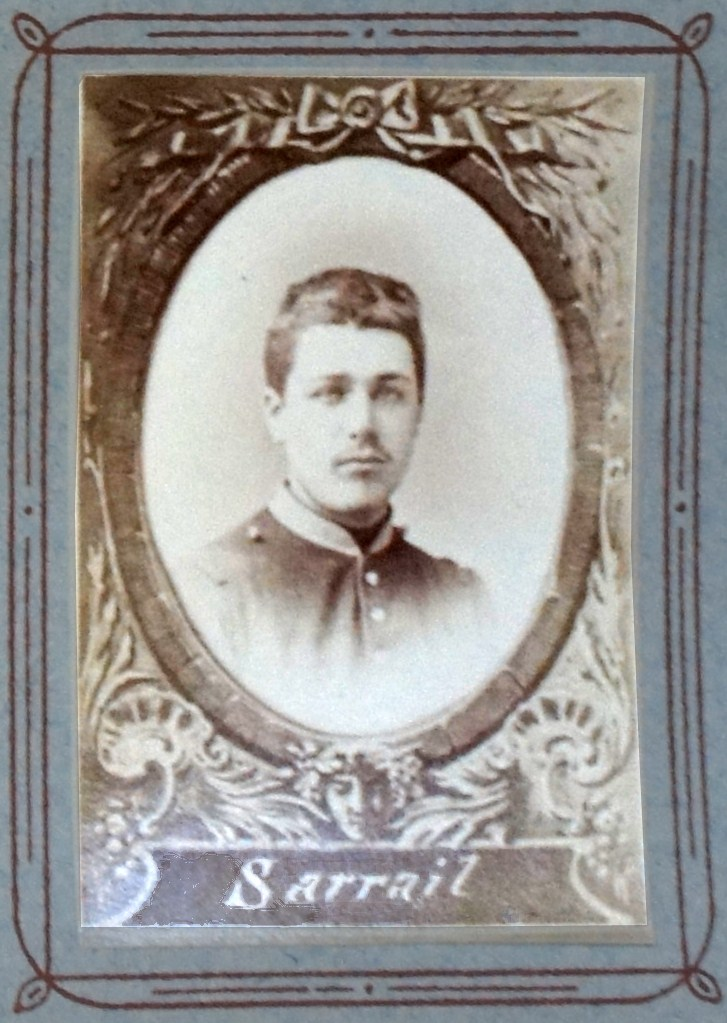
Élève à Saint-Cyr.

Les armées de Sarrail incluaient des troupes britanniques, françaises, italiennes, russes, serbes et des volontaires grecs (partisans d'Elefthérios Venizélos). Entre septembre et novembre 1916 il mène l'offensive de Monastir, qui permet de reprendre pied sur le sol de l'allié serbe au prix de fortes pertes humaines. En octobre 1916, il limoge le commandant de l'Armée française d'Orient, le général Émilien Victor Cordonnier, qui lui reprochait d'envoyer ses hommes inutilement à la mort dans des attaques frontales aux moyens insuffisants.
Il joue un rôle déterminant en déposant le roi Constantin Ier de Grèce en 1917. Il est limogé et remplacé par le général Adolphe Guillaumat le 14 décembre de la même année à cause de ses erreurs militaires.
Il participe à la cabale politique contre le général Joffre qui entraine sa chute en décembre 1917. Officier général controversé et à la compétence limitée, il passe au cadre de réserve le 6 avril 1918 pour le restant de la guerre.

## Haut commissaire en Syrie
Lors des élections législatives de 1919, le général Sarrail est candidat à Paris sur la liste radicale-socialiste et pacifiste du Bloc républicain de gauche, mais il n'est pas élu député.
Après la victoire du Cartel des gauches en 1924, il est rappelé en activité en août par le gouvernement Herriot. Il devient haut-commissaire de la République française en Syrie, en remplacement du général Weygand qui avait pacifié et unifié la région, réussissant même à rallier les Druzes à la France, et commandant en chef de l’armée du Levant le 29 novembre 1924.
Ami du vénérable maître de la Grande Loge de France, sa désignation, dont se félicite le Grand Orient de France auprès des loges locales est un signal important pour l'essor de la franc-maçonnerie en Syrie. Néanmoins, ce laïc militant débute mal avec les chrétiens du Liban, pourtant francophiles. L'opposition venait surtout des Druzes, exaspérés par les méthodes du général Sarrail, un jacobin laïciste et intransigeant qui pratiquait une administration directe sans discernement ou égard envers les élites et les coutumes locales.
Il est limogé à cause de sa manière violente de redresser la situation lors de la révolte des Druzes. Il est reconnu responsable de la mort de 10 000 Syriens, surtout des civils, et de 2 500 à 6 000 soldats français.
Il est inhumé aux Invalides. Son cénotaphe est visible sur la tombe de sa famille au cimetière Saint-Michel à Carcassonne.

## Décorations
- Médaille militaire (septembre 1917).
- Grand-croix de la Légion d'honneur (11 janvier 1916)[8].
- Croix de guerre 1914-1918 (quatre citations à l'ordre de l'armée).
- Médaille coloniale avec agrafe « Tunisie ».
- Médaille commémorative de la guerre 1914-1918.
- Médaille interalliée de la Victoire.
- Ordre de Saint-Michel et Saint-Georges.
- Officier du Nichan Iftikhar.
- Officier de l'Ordre du Nichan el Anouar.

## Grades
- Sous-lieutenant (1877).
- Lieutenant (1882).
- Capitaine (1887).
- Commandant (30 novembre 1887).
- Colonel (1905).
- Général de brigade (25 mars 1908).
- Général de division (27 mars 1911).
- Général de division maintenu en activité sans limite d'âge (2 août 1924).
- Rang de commandant d'armée et appellation de général d'armée maintenu en activité sans limite d'âge (29 novembre 1924).

## Détail des postes
| Prédécesseur                                       | Fonction                                    | Successeur                                 |
| -------------------------------------------------- | ------------------------------------------- | ------------------------------------------ |
| création du mandat par la S.D.N. Le 25 avril 1920. | Haut commissaire de la République.          | 29 novembre 1924                           |
| création du poste le 5 octobre 1915.               | Commandant en chef de l'armée d'Orient A.O. | Gal Guillaumat le 14 décembre 1917.        |
| Gal Ruffey jusqu'au 30 août 1914.                  | Commandant de la IIIe armée                 | Gal Humbert le 22 juillet 1915             |
| Gal Pouradier-Duteil jusqu'au 11 août 1913.        | Commandant du 8e corps d'armée              | Gal de Castelli à partir du 24 avril 1914. |
| Gal d'Amade jusqu'au 24 avril 1914                 | commandant du 6e corps d'armée              | Gal Verraux à partir du 30 août 1914.      |
| Gal de Trentignan jusqu'au 9 septembre 1913.       | commandant de la 4e division d'infanterie   | Gal Rabier à partir du 1er novembre 1913.  |
| Gal Valabrègue jusqu'au 14 mars 1911.              | commandant de la 12e division d'infanterie  | Gal Besset à partir du 1er janvier 1913.   |

## Hommages
- Rues à Aubrives, Auxerre, Bagneux, Besançon, Châlons-en-Champagne, Châtellerault, Conflans-Sainte-Honorine, Cormeilles-en-Parisis, Créteil, Damery, La Rochelle, Le Havre, Montauban, Moy de l'Aisne, Orléans, Poitiers, Pierrefeu-du-Var, Reims, Roubaix, Rouen, Saint-Dizier, Saint-Just-en-Chaussée, Saint-Nazaire, Saint-Omer, Saintes, Tourcoing, Troyes , Albi;
- Avenues à Carcassonne, Charleville-Mézières, Chatou, Paris (avenue du Général-Sarrail), Villefranche de Lauragais  ;
- Boulevards à Lunel, Marseille, Montpellier, Sens ;
- Places à Alger, Bordeaux, Cherbourg, Courbevoie, Nantes-Rezé ;
- Quais à Lyon, Nogent-sur-Seine ;
- École à Pont-Sainte-Marie ;
- Statues à Verdun[9] en face du monument aux morts et à Mondement[10] sur le monument de la première victoire de la Marne pour son rôle à la IIIe armée française.
- Monument dédié aux combattants de la bataille de Kajmakčalan (1916) à Belgrade, Serbie.

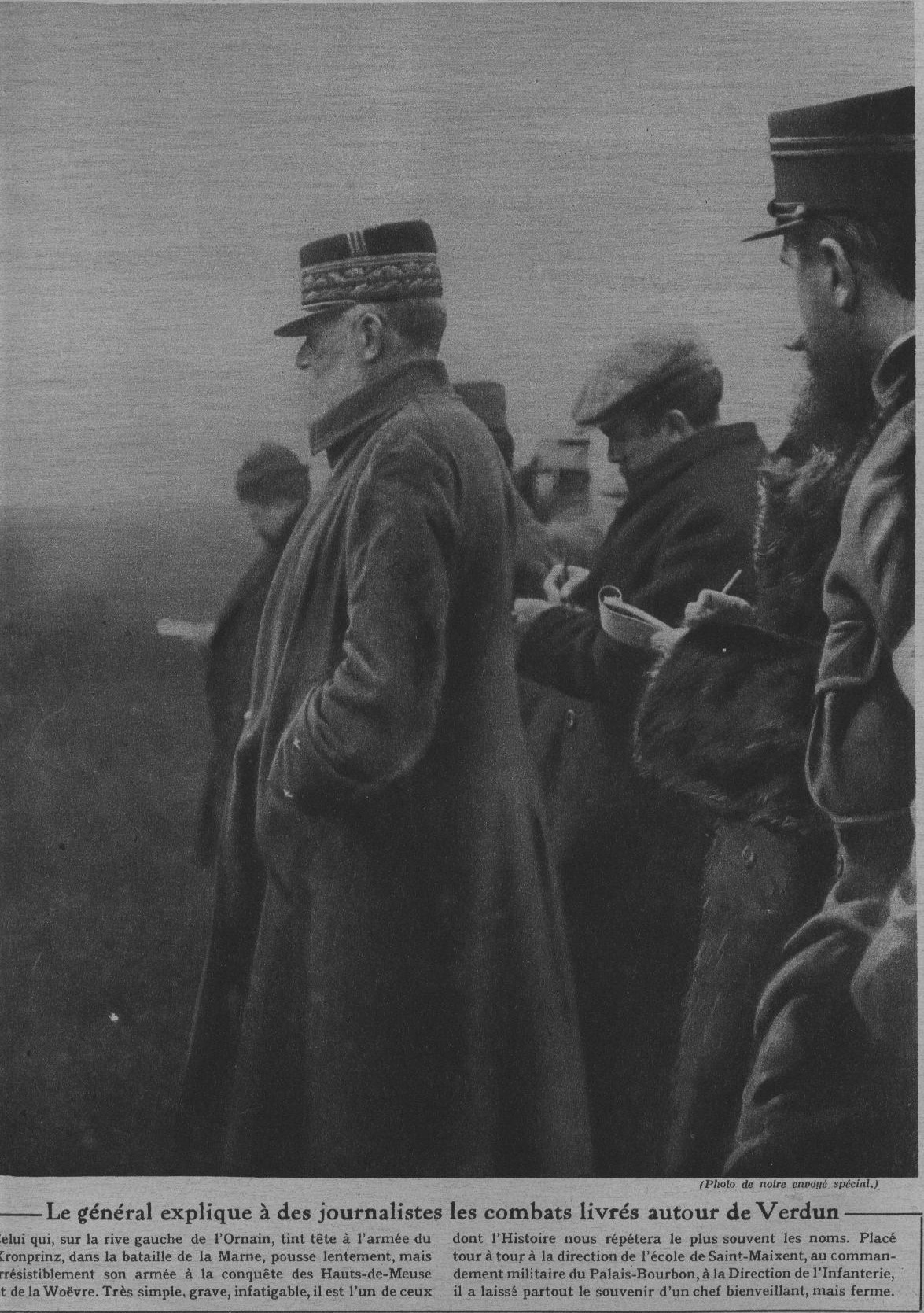
En janvier 1915 avec des journalistes lors des combats en Argonne contre l'armée du Kronprintz.
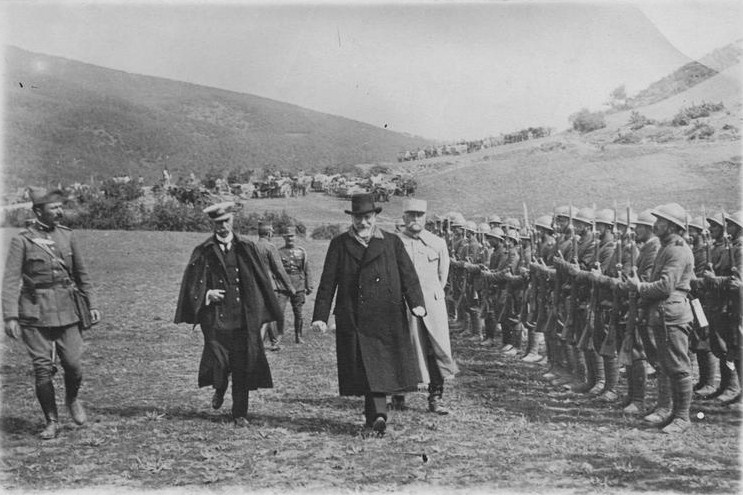
Avec Elefthérios Venizélos et l'amiral Koundouriotis inspectant des troupes grecques équipées à la française.
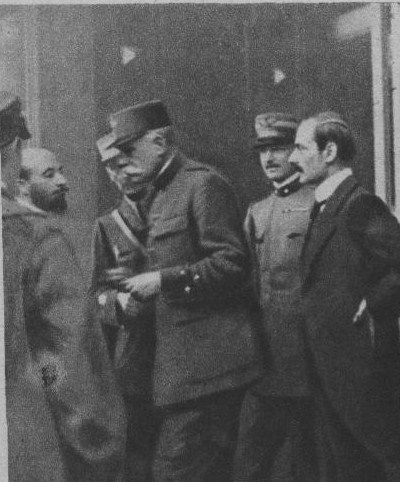
Sarrail à la Conférence de Rome (1917).
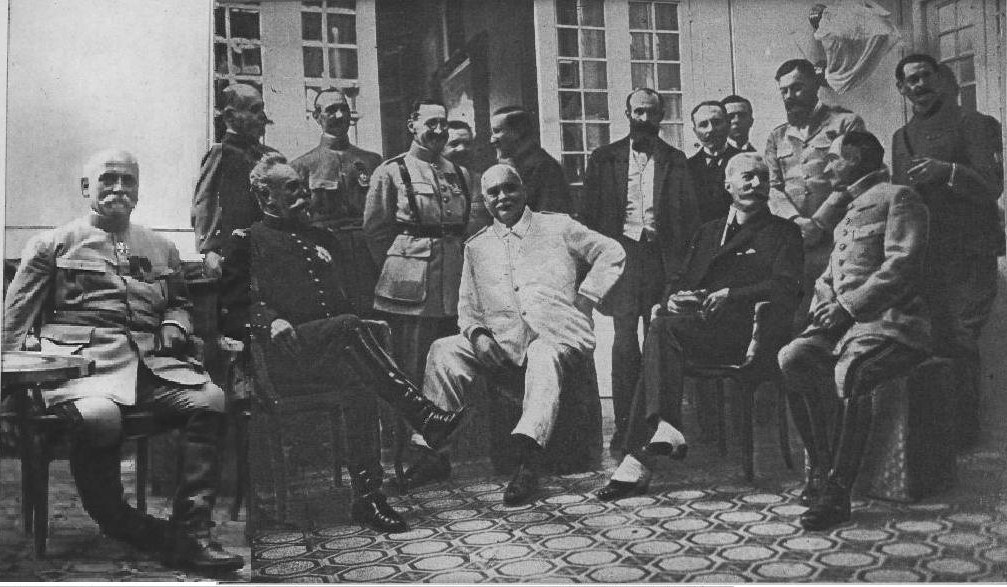
en réunion à Athènes en juillet 1917 avec les généraux Régnault, Braquet, l'amiral Gueydon et le ministre Charles Jonnart.
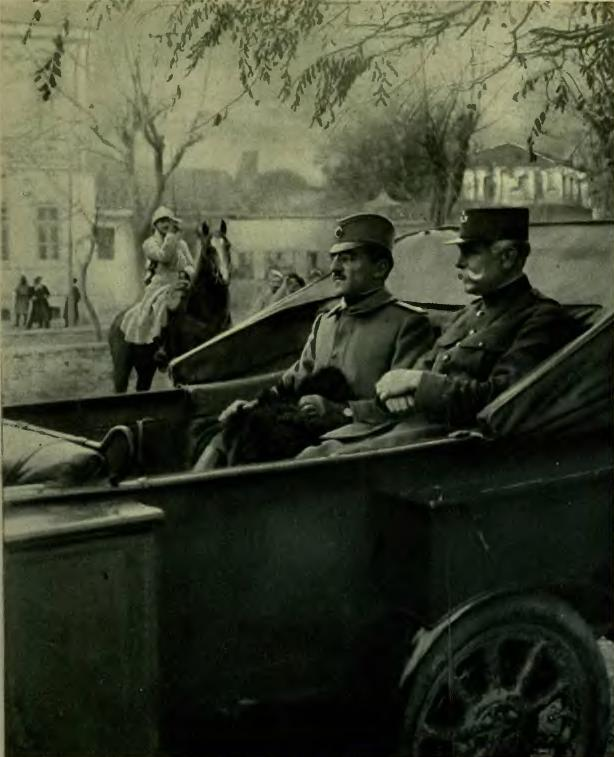
Avec Alexandre de Serbie après la prise de Monastir.
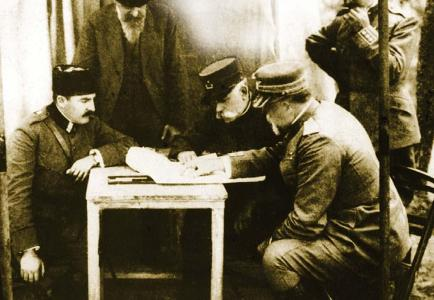
Avec Essad Pacha et Petitti di Roreto en 1916.
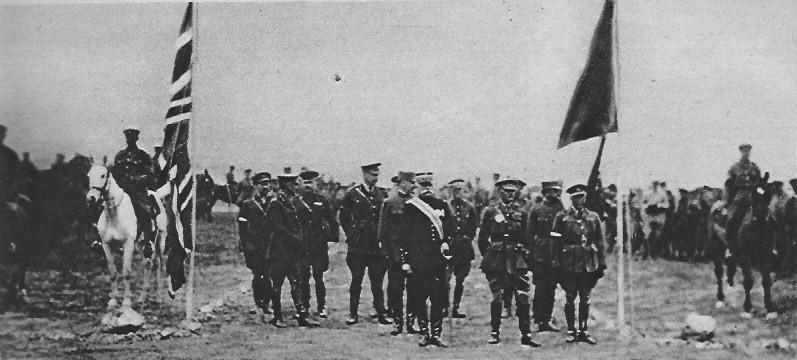
Les généraux Mahon et Sarrail en mai 1916.
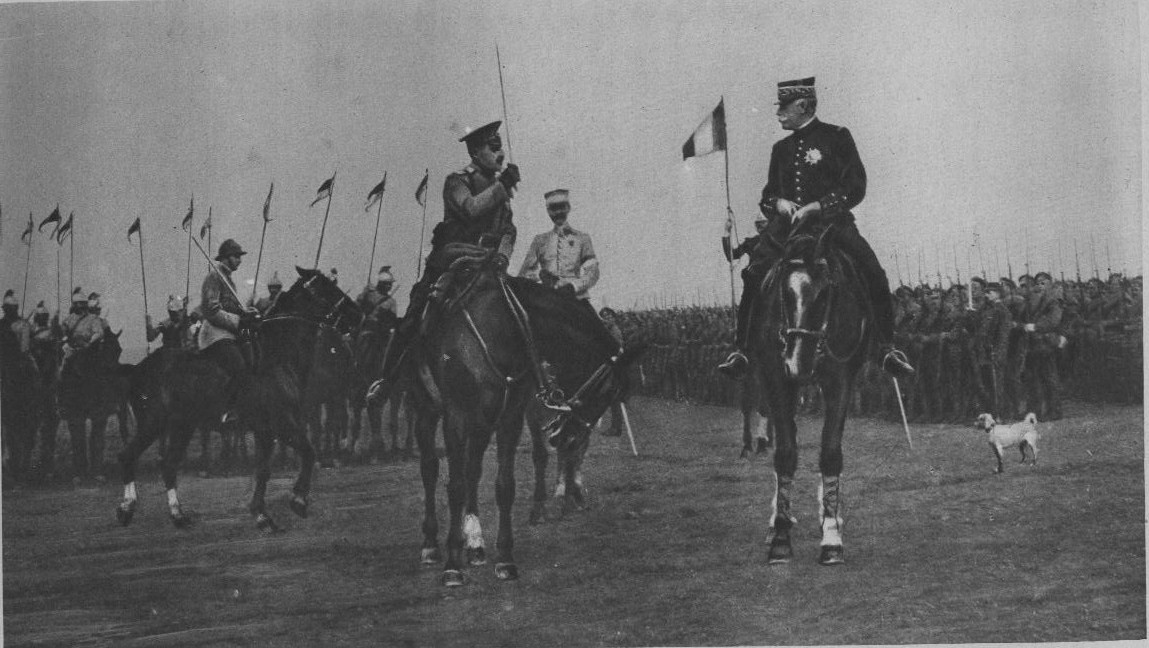
Avec le général Léontieff commandant les troupes russes en Macédoine, mars 1917.